# Sanctuary (Texas)
Sanctuary es un pueblo ubicado en el condado de Parker en el estado estadounidense de Texas. En el Censo de 2010 tenía una población de 329 habitantes y una densidad poblacional de 148,22 personas por km².

## Geografía
Sanctuary se encuentra ubicado en las coordenadas 32°54′47″N 97°35′16″O / 32.91306, -97.58778. Según la Oficina del Censo de los Estados Unidos, Sanctuary tiene una superficie total de 2.22 km², de la cual 2.22 km² corresponden a tierra firme y (0%) 0 km² es agua.

## Demografía
Según el censo de 2010, había 329 personas residiendo en Sanctuary. La densidad de población era de 148,22 hab./km². De los 329 habitantes, Sanctuary estaba compuesto por el 94.22% blancos, el 0.61% eran afroamericanos, el 0.3% eran amerindios, el 1.22% eran asiáticos, el 0% eran isleños del Pacífico, el 1.82% eran de otras razas y el 1.82% pertenecían a dos o más razas. Del total de la población el 3.34% eran hispanos o latinos de cualquier raza.